# Dorfkirche Blönsdorf

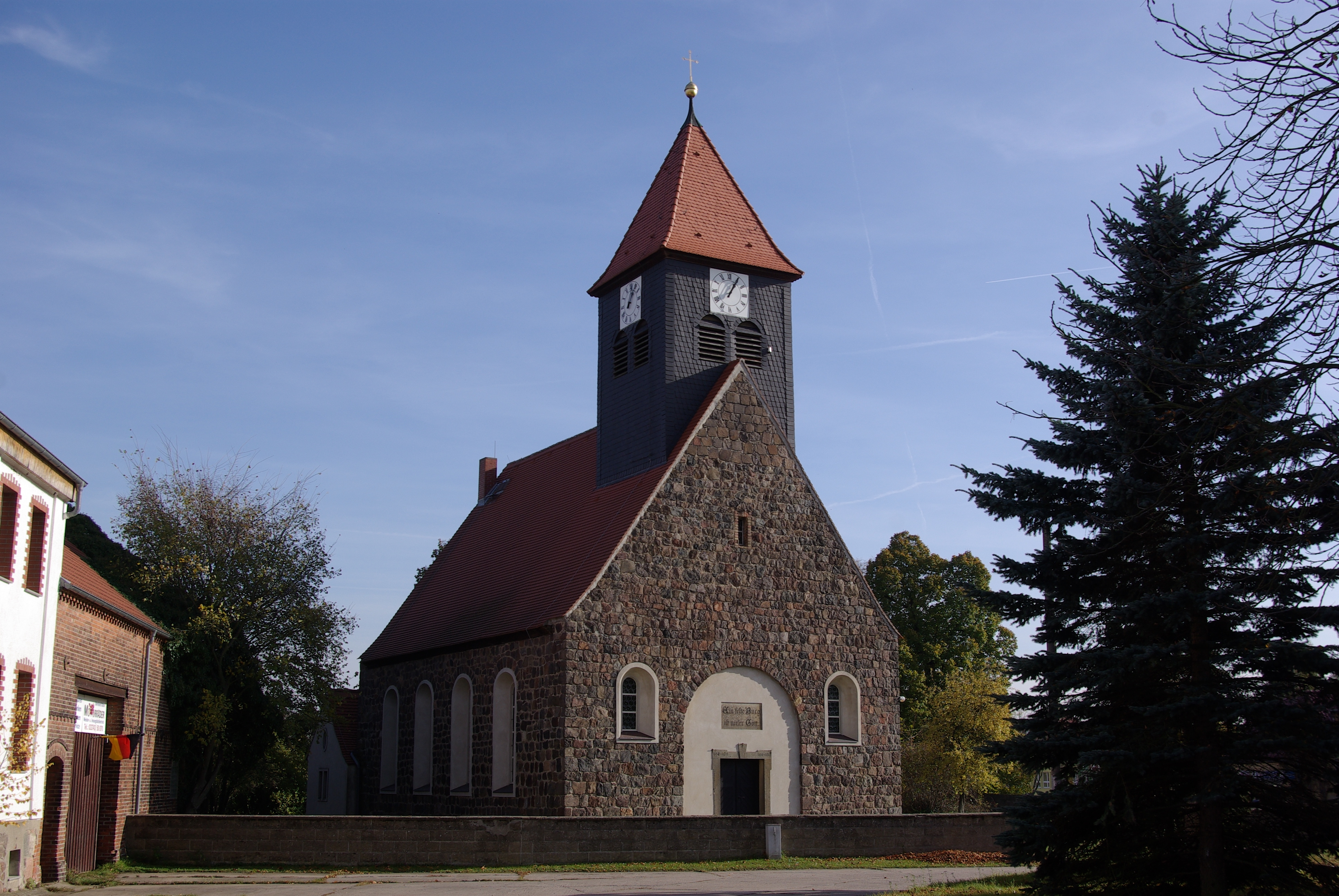
Dorfkirche Blönsdorf 2010

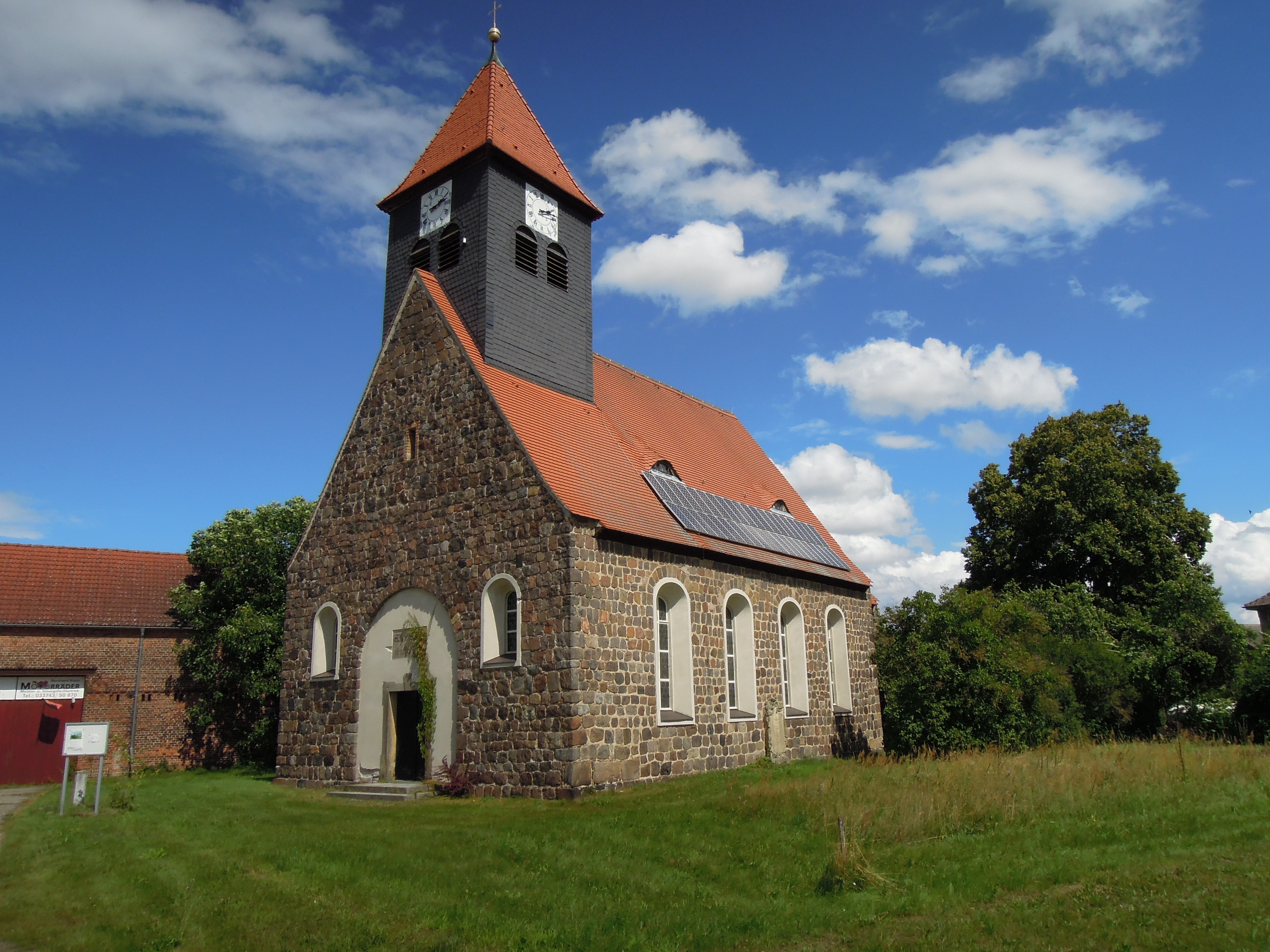
Südwestansicht 2021

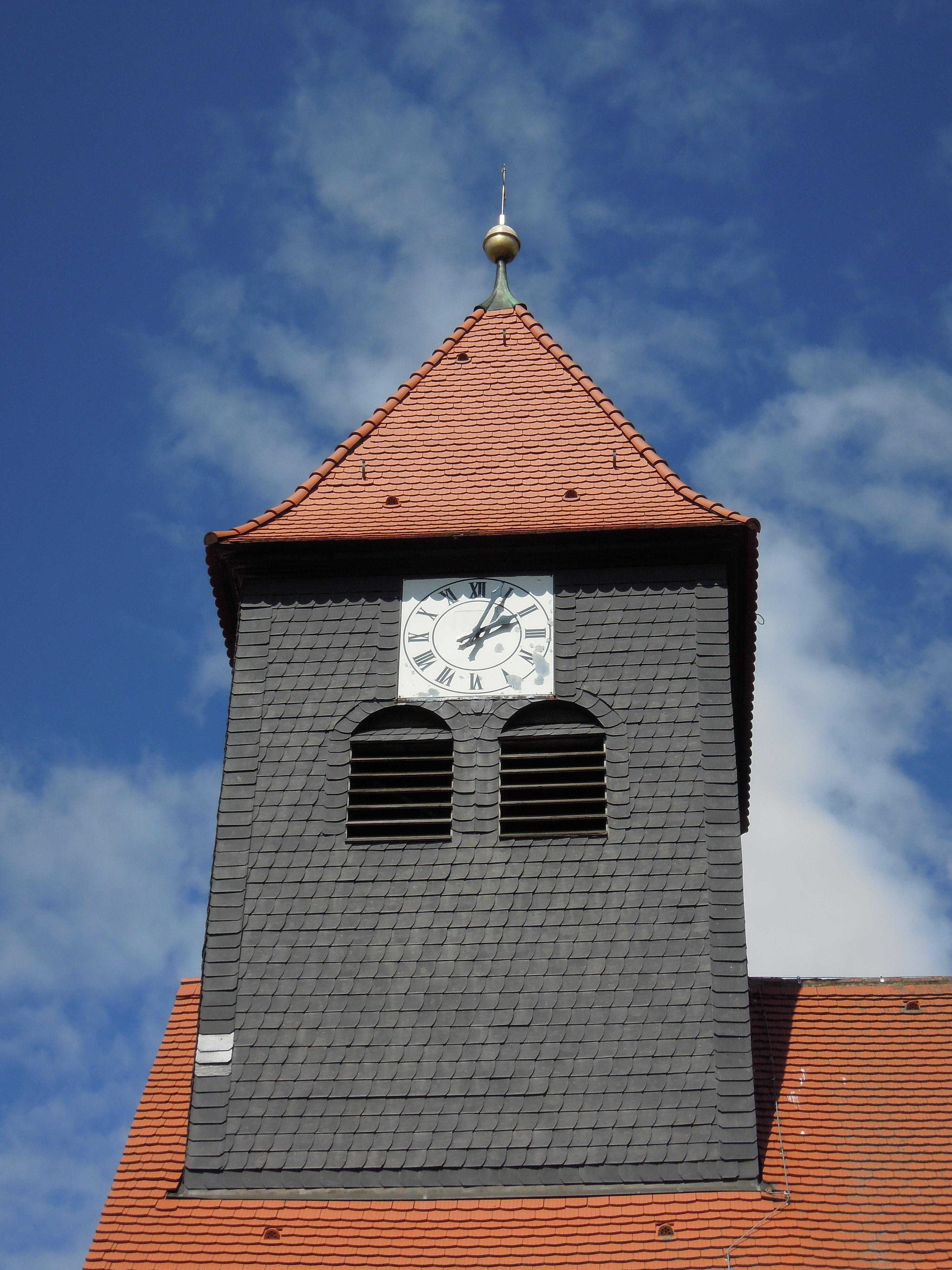
Turmaufsatz im Detail 2021

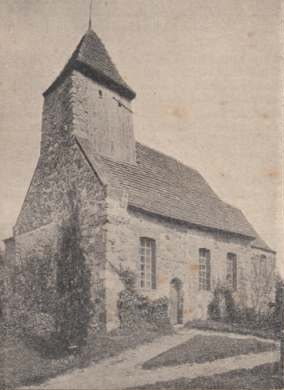
1909 abgerissener Vorgängerbau

Die Dorfkirche Blönsdorf ist eine Feldsteinkirche im Ortsteil Blönsdorf in der Gemeinde Niedergörsdorf im Landkreis Teltow-Fläming in Brandenburg. Die Kirche steht unter Denkmalschutz. Die Kirche befindet sich östlich des Angers in der Mitte eines ehemaligen Kirchhofes. Heute gehört die Kirche zum Kirchenkreis Wittenberg.

## Architektur und Ausstattung
Die alte Kirche stammt aus romanischer Zeit. Zwei Rundbogenfenster aus dieser Zeit sind an der Nordseite des Chores erhalten. Die Westseite des Turmes war massiv und stammte möglicherweise aus dem späten 15. Jahrhundert; zu dieser Zeit wurde die Kirche wohl wieder aufgebaut. Während der Napoleonische Kriege war die Kirche ein Stall. Von 1829 bis 1939 wurde die Kirche wieder hergestellt. 
Der Vorgängerbau aus dem Mittelalter war zu Beginn des 20. Jahrhunderts baufällig geworden. Im Jahre 1909 wurde die Kirche geschlossen, 1910 wurden Teile der Kirche, wie die Westwand, abgerissen. Von 1911 bis 1912 wurde die Kirche neu aufgebaut. Dabei wurden Reste der alten Kirche verwendet. Die Kirche wurde dabei wesentlich vergrößert. Sie besteht aus einem Schiff, einem eingezogenen Chor und einer halbrunden, flachen Apsis. Der Dachturm im Westen ist verschiefert und trägt ein Pyramidendach. Bei dem Bau wurden alte Feldsteine verwendet. Eine Sakristei aus verputzten Ziegeln befindet sich an der Nordseite des Chores. Die Pläne stammten vom Kreisbauinspektor Abesser.
Das Schiff besitzt eine Flachdecke, an den Seiten befinden sich Tonnengewölben. Aus der alten Kirche sind die Gemeindebestühlung.
In der Kirche befindet sich ein Altaraufsatz aus der Zeit um 1700, der heute an der Nordseite des Chores aufgestellt ist. Die Sakramentsnische wurde zu Beginn des 16. Jahrhunderts geschaffen, die Tür ist erhalten geblieben. Die Taufe stammt aus dem 18. Jahrhundert, die Taufschale laut einer Inschrift aus dem Jahr 1831. Um das gleiche Jahr muss die Kanzel entstanden sein. Die Orgel wurde im Jahr 1912 von Wilhelm Rühlmann erstellt. Über dem Apsisbogen befinden sich Schnitzfiguren von Maria, Johannes, Petrus und Paulus. In der Mitte befindet sich ein Kruzifixus. 
Weitere Ausstattungsgegenstände in der Kirche sind ein Opferstock aus dem Jahr 1830 und eine Konsole mit einem Zinnteller aus dem Jahr 1831. Im Jahr 1911 goss Heinrich Ulrich aus Apolda die Glocke. Laut einer Inschrift stammt das Turmuhrwerk aus dem Jahr 1911, Hersteller des Werkes war die Firma J. F. Weule aus Bockenem am Harz.
Der Turm wurde 1993 saniert, ein Jahr später die Sonnenkollektoren installiert. 1997 wurde das Dach neu eingedeckt.